# LeasePlan
LeasePlan est une entreprise multinationale d’origine néerlandaise spécialisée dans la gestion de parcs de véhicules, créée en 1963. Elle était leader mondial de ce secteur, avant de faire l'objet d'une acquisition par ALD Automotive début 2023, et de devenir Ayvens.

## Histoire
Créé aux Pays-Bas en 1963 à la suite d'une coentreprise entre une banque et une société de services aux conducteurs, LeasePlan s’est d’abord spécialisé dans la formule de gestion en livre ouvert (système de gestion à coûts réels). LeasePlan s’est internationalisé dans les années 1970 en créant des implantations en Belgique, Allemagne, France et Grande-Bretagne et d’atteindre le leadership mondial en matière de gestion de flottes automobiles,.
Dans les années 1990, le groupe bancaire ABN-Amro a acquis 100 % des parts de LeasePlan et a constitué une holding nommée ABN-Amro Lease Holding. Puis, LeasePlan a diversifié son offre jusqu’à introduire un logiciel de gestion de flotte en ligne dans les années 1980 (Plan8, devenu FleetReporting).
À la suite du phénomène de consolidation du marché, l'entreprise a racheté plusieurs sociétés dans les années 2000 (Dial, filiale de Barclays, en Grande-Bretagne, en France et en Italie et CSC aux États-Unis).
En 2003, la holding du groupe LeasePlan a été rebaptisée LeasePlan Corporation.
En 2004, ABN-Amro a cédé LeasePlan Corporation à un consortium composé du groupe Volkswagen (50 %), Olayan Group, une société d'investissement saoudienne dirigée par Lubna Olayan (25 %) et Mubadala Development Company, un fonds d'investissement du gouvernement d'Abu Dhabi (25 %).
Depuis le 1er février 2010, 50 % des parts de LeasePlan Corporation N.V. sont détenues par Global Mobility Holding B.V., une entreprise détenue par Volkswagen Group et les autres 50 % sont détenus par Fleet Investments B.V., une société d'investissement appartenant à la banque allemande Friedrich von Metzler[réf. souhaitée].
Volkswagen souhaitant récupérer du cash et sa propre filiale de location automobile se développant souhaitait se dégager de LeasePlan. En juillet 2015, Volkswagen et la banque Friedrich von Metzler annoncent avoir revendu la totalité de LeasePlan, la vente étant effective en mars 2016, pour 3,5 milliards d'euros à un groupe d'investisseurs composé de PGGM, un fonds de pension néerlandais, ATP, un fonds de pension danois, GIC (Government Investment Corporation), le fonds souverain de Singapour, Luxinva SA, une filiale Abu Dhabi Investment Authority, un fonds d'investissement géré par TDR Capital LLP et le fonds Merchant Banking Division de Goldman Sachs.
En septembre 2017, LeasePlan annonce, dans le cadre de l’Assemblée générale des Nations Unies à New York (États-Unis), qu’elle devient l’un des partenaires fondateurs de l’initiative EV100. Cette nouvelle initiative mondiale dans le domaine du transport est destinée à accélérer la conversion des entreprises aux véhicules électriques.
En mai 2023, ALD, filiale de la Société Générale annonce l'acquisition de 100 % du capital de LeasePlan contre 4,8 milliards d'euros dans le but de former un géant du secteur.

## Présence internationale

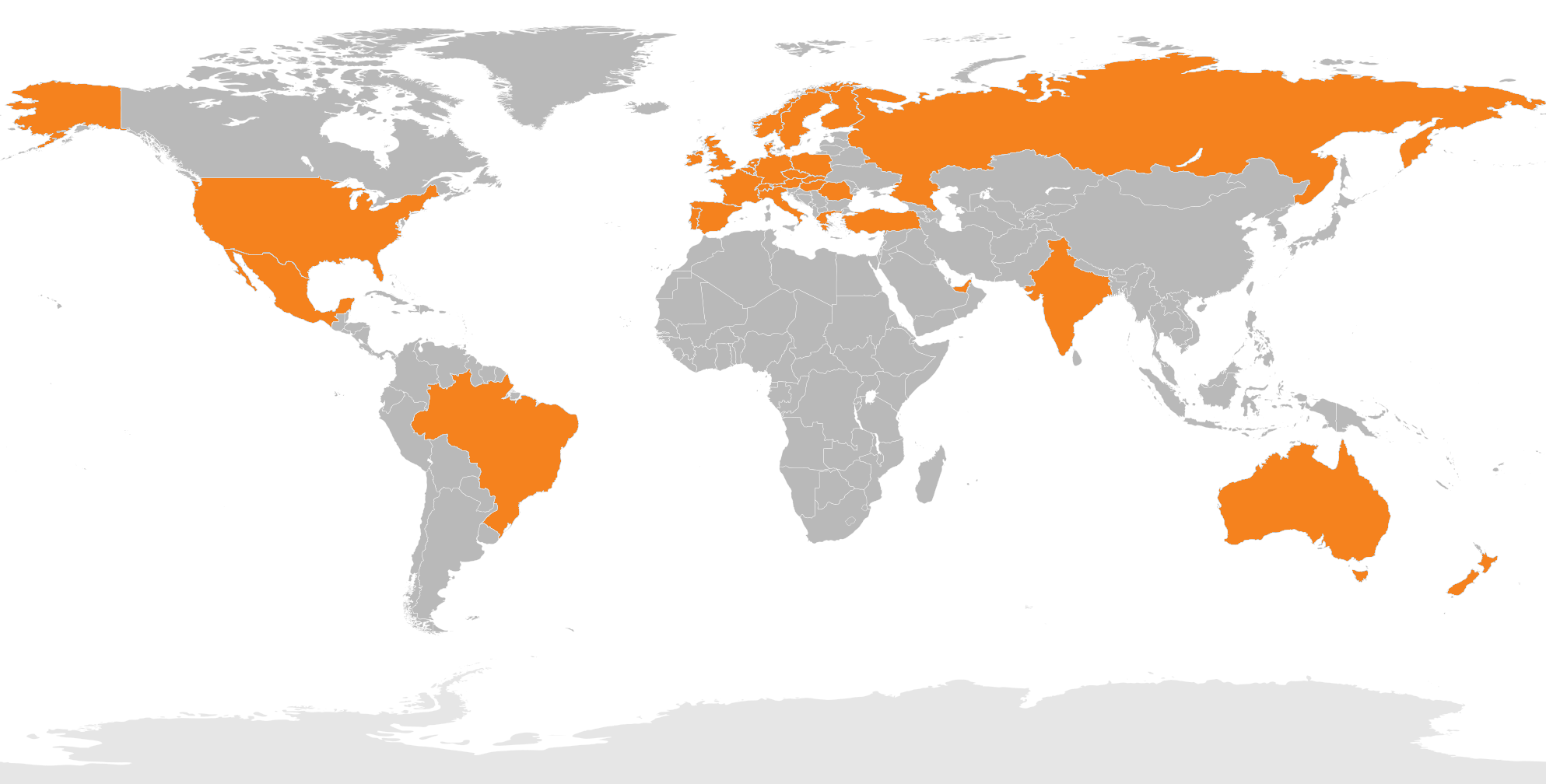
Implantations mondiales de LeasePlan

La société, implantée dans 32 pays, gère environ 1,8 million de véhicules en location longue durée et fournit des services de gestion de flottes de véhicules. Plus de 85 % de son personnel – plus de 6 000 personnes – opèrent en dehors des Pays-Bas[réf. nécessaire].
Ci-dessous figure la liste des pays où une entité de la multinationale est installée :
- LeasePlan Europe : Pays-Bas, France, Belgique, Luxembourg, Grande-Bretagne, Irlande, Portugal, Espagne, Italie, Danemark, Allemagne, Suisse, Norvège, Suède, Finlande, Autriche, Slovaquie, République tchèque, Pologne, Hongrie, Grèce et Roumanie.
- LeasePlan Amérique : États-Unis, Brésil et Mexique
- LeasePlan Asie : Russie, Émirats arabes unis, Turquie et Inde.
- LeasePlan Océanie : Australie et Nouvelle-Zélande.

### LeasePlan Belgique
LeasePlan Belgique a été créée en 1972. LeasePlan Belgique est membre de Renta, la Fédération belge des loueurs de véhicules.
LeasePlan Belgique gère une flotte de plus de 50 000 véhicules[réf. nécessaire].
En 2009 a été installé chez LeasePlan la toute première station de recharge pour les véhicules électriques en Belgique.

### LeasePlan France
LeasePlan est présent en France depuis 1978. Occupant la 5e position sur le marché national avec 76 000 véhicules financés et 16 000 gérés, son siège est situé à Rueil-Malmaison dans les Hauts-de-Seine. Cette société occupait jusqu'à la fin des années 1990 le premier rang français en nombre de véhicules loués, avant l'émergence des « captives » de constructeurs (société de location longue durée appartenant et proposant les modèles d'un constructeur) comme la Diac pour Renault ou Credipar pour Peugeot et des banques domestiques (Arval pour la BNP Paribas et ALD Automotive pour la Société générale). Le secteur a connu plusieurs fusions d'entreprise, aidé par la fusion d'établissements bancaires dont beaucoup de ces sociétés de location longue durée sont des filiales. Leaseplan a ainsi fusionné avec Dial, filiale de la banque britannique Barclays au début des années 2000.
Pour améliorer sa rentabilité financière, le LeasePlan France a  mené une restructuration accompagnée d'un plan de sauvegarde de l'emploi en 2005 visant à réduire ses effectifs[réf. nécessaire].
En 2008 LeasePlan France acquiert DCS Fleet (ancienne filiale de Mercedes-Benz Financial Services France)

### LeasePlan Luxembourg
LeasePlan Luxembourg a été fondé en 1988. LeasePlan Luxembourg possède 23 % de parts de marché. La filiale gère un parc d’environ 7 300 véhicules[réf. nécessaire].